# نرمين حربي
نرمين حربي، طبيبة أردنية، إحدى رائدات اختصاص القلب في الأردن. وهي عضو مجلس الأعيان الأردني.

## المؤهل العلمي
حصلت نرمين حربي على شهادة البكالوريوس في الطب والجراحة من جامعة الإسكندرية في مصر عام عام 1971.

## الخبرات العملية
عملت الدكتورة نرمين حربي طبيبة مقيمة في القسم الباطني في مستشفى عمان العسكري وذلك منذ 30 تشرين الأول (أكتوبر) 1972 حتى 29 تشرين الأول (أكتوبر) 1973، عيّنت بعد ذلك طبيبة في وزارة الصحة. انتقلت للعمل في قسم أمراض القلب في مدينة الحسين الطبية واستمرت فيها لمدة عامين تقريباً منذ 25 شباط 1974 حتى 5 تموز 1975، إذ غادرت البلاد حينها إلى الولايات المتحدة للالتحاق بدورة في أمراض القلب في معهد أمراض القلب في أريزونا حيث تدربت على استخدام الأمواج الصوتية لدراسة أمراض القلب. عادت بعد ذلك للعمل في مدينة الحسن الطبية حتى نهاية شهر كانون الثاني عام 1979.
تخصصت الدكتورة نرمين في طلب قلب الأطفال بعد حصولها على دورة إقامة في معهد أمراض القلب في هيوستن فرع طب الأطفال لمدة عامين تقريباً، ثم استأنفت عملها أخصائية لأمراض القلب في مدينة الحسين الطبية اعتباراً من 28/1/1980.
يشار إلى أن الدكتورة نرمين ساهمت في إنشاء مركز القلب في مدينة الحسين الطبية عام 1974، وأصبحت عضواً في جمعية القلب الأمريكية منذ عام 1982. عملت رئيسة لمركز أمراض القلب في مستشفى الملكة علياء العسكري من 1990 حتى عام 1996.
نشرت الدكتورة نرمين العديد من الدراسات والمقالات في المجلات الطبية، تم تكريمها من قبل الشبكة الإقليمية للمرأة في الإدارة المحلية بتاريخ 17 آذار 2007.
اختيرت الدكتورة نرمين حربي عضواً في مجلس الأعيان الأردني الرابع والعشرون.